# Белорепи вивак
Белорепи вивак (лат. Vanellus leucurus) је птица водених станишта из рода Vanellus. Грациозан, витак, дугоноги вивак, са бледим, беличастим лицем и потпуно белим репом. 

## Таксономија
Белорепог вивка је формално описао немачки лекар, истраживач, ботаничар и зоолог Мартин Хајнрих Карл Лихтенштајн 1823. године у својој "Reise von Orenburg nach Buchara" и дао му биномни назив Charadrius leucurus. Као типичан локалитет дефинисана је територија између Кувана и Јан Дарије, Туркестан.
Име рода Vanellus је средњовековни латински назив за род вивака и потиче од речи vannus "вејање". Специфични епитет leucurus потиче од старогрчког "λευκουρος" "leukouros" "белорепи", "λευκος" "leukos" "бео"; "ουρος" "ouros"  - "репаст"; "ουρα" "oura" - "реп".
Често се сврстава у род Chettusia, а у прошлости понекад у моноспецифичну Vanellochettusia. Белорепи вивак је монотипска таксон, нису препознате подврсте.

## Опис
Белорепи вивак је 26-29 цм дугачак, 99-198 г. тежине и са распоном крила 33-70 цм. Белорепи вивак је средње величине, дугоног и прилично дугокљун. Одрасле јединке су витке, усправне птице са смеђим леђима и предњим делом врата, бледим лицем и сивим грудима. Њене дуге жуте ноге, чисто бели реп и препознатљива смеђа, бела и црна крила чине ову врсту непогрешивом за препознавање. Младе птице имају прошарана леђа и могу имати нешто браон боје у репу. Полови су слични. Нема сезонских варијација.

## Распрострањеност и станиште
Белорепи вивак се гнезди у централној и југоисточној Турској, источној Сирији и Јордану, североисточно преко Азербејџана и Транскаспије до Јужног Балкаша, и југоисточно преко Ирака и Ирана до Западног Пакистана; недавно забележено гнежђење у Румунији, Кипру и Јерменији, могуће проширење ареала, као и у Гуџарату, северозападна Индија. Зимује од Судана преко Ирака и Ирана до централног и источног Пакистана и северозападне и северне Индије.
Ирачке и иранске јединке су углавном станарице, али руске птице зими мигрирају на југ на индијски потконтинент, Блиски исток и североисточну Африку. То је веома ретка луталица у западној Европи, први примерак у Британији пронађен је у Пакингтону, Ворвикшир 12. јула 1975. Пар их је зимовао у екстремном југозападном Туркменистану и забележено је присуство у Јерменији. Такође, појединачни примерци виђени су у Србији 2022. и 2024. године. Ретки мигрант и повремено зимује у Египту, Израелу и Арабији, мада се број у овом другом региону повећао последњих деценија, посебно у Уједињеним Арапским Емиратима, деловима Саудијске Арабије, низијама западног Јемена и северног Омана.
У неким деловима распрострањеног станишта врста се суочава са претњама у вези са уништавањем станишта и ненамерним криволовом.
Белорепи вибак се може наћи на обалама језера и речних долина; Скоро увек у близини плитке стајаће или споро текуће воде са погодним дном за гажење. Такође поплављене или недавно осушене мочварне ливаде и терени са жбуњем.  Мало јато је примећено како лети на суво, узорано поље у сумрак да се склони, у Пакистану.

## Гнежђење
Гнезди се у влажним, вегетацијским подручјима у близини слане или слатке воде; такође на малим вегетацијским острвцима и мочварним обалама боћатих језера. Гнезди се полуколонијално на мочварама у Ираку, Кувајту, Ирану и јужној Русији. Полаже јаја углавном између средине априла и маја, али и до јуна, са копулацијом која је примећена већ крајем фебруара у Кувајту и јајима у другој недељи марта у Арабији. Моногамна је птица. Често у растреситим колонијама, понекад од неколико стотина парова у Ираку, са гнездима повремено удаљеним само 18 м.
Белорепи вивак је често заједно са другим колонијалним гнездилицама, често зијавцима, властелицама (Himantopus himantopus) и чиграма. Гнездо је плитко удубљење ширине 10-15 цм са ретким слојем биљног материјала или шкољки и каменчића, обично на отвореном и обично близу воде. Полаже четири јаја, понекад три, жућкасте до жуто-риђкасте боје са тамносмеђим или сивим ознакама, просечне величине 39,8 мм × 28,3 мм.

## Оглашавање
Генерално сличан оглаљавању вивка Vanellus vanellus и по тону и по висини звука, мада тиши и мање продорни, производећи „ки-вик“ или „ки-ви-ик“, али је обично бучнији током гнежђења, уз назално „фу’у’-вик“, при чему је прва нота веома дрхтава и понавља се неколико секунди без паузе, док у узбуни, нпр. око гнезда, производи брзо, назално и стакато, „њит-њит-њит...“, при чему свака строфа траје неколико секунди. У сезони гнежђења се оглашавају са "пиивит".

## Исхрана
Белорепи вивак се често може видети у веома плиткој води, где лови инсекте и други мали плен углавном са површине воде, посебно бубе и скакавце, али и гусенице и ларве мува; такође једе црве, мекушце и ракове, укључујући слатководне шкампе. Обично се храни на сувом копну на типичан начин као сви вивци, али и хватањем ногама у плиткој води, а понекад хвата плен испитивањем меког блата; у Африци такође гази у дубљој води, понекад потпуно потапајући главу.

## Статус
Црвени списак IUCN поред тога што нема процену глобалне популације је белорепог вивка одредио као најмање угрожени таксон, због своје географске распрострањености.
Белорепи вивак је једна од врста на коју се примењује Споразум о очувању афричко-евроазијских птица селица водених станишта (AEWA).